# ʿAqîda
ʿAqîda (en arabe : عقيدة ʿaqīda, pluriel : عقائد ʿaqāʾid - contraction) est un concept qui recouvre les articles de la foi chez les musulmans. Il fonde l'adhésion de fidélité de celui-ci par un contrat moral.
Le principal différend parmi les musulmans concernant la foi part de la définition accordée à la ʿaqīda. Cette dernière ne doit pas être confondue avec le madhhab, qui est une école de jurisprudence (fiqh). Une ʿaqīda peut désigner une école théologique (par exemple, l'acharisme est une ʿaqīda), tandis que le chaféisme est un madhhab.

## Description
Au sein du sunnisme, la ʿaqīda définit six articles de foi (issus du hadîth dit « de Djibril »). Cette contraction considère :
1. le Dieu (Allah) unique (tawhid - unicité) ;
2. ses régisseurs (mala'ika) ;
3. ses Écrits (kutub - script), particulièrement le dernier (Coran) ;
4. ses prophètes (nabi) et émissaires (roussoul) sans exceptions ;
5. le jour du rétablissement (qiyamah) et le jugement;
6. et le terme (qadar), bon ou mauvais.

Les autres aspects de la ʿaqīda ont été répertoriés par l'imam Al-Tahawi dans son livre aquâdat ut Tahâwiyyah où l'on peut trouver les points faisant unanimité.
L'unicité (Tawhîd) fait également partie de la ʿaqīda mais concerne seulement Allah, que ce soit les actes d'adorations qui lui sont voués, ses lois ou encore ses noms et attributs. Les divers courants de l'islam sunnites sont unanimes pour dire que les quatre imams avaient la même ʿaqīda, c'est-à-dire la même compréhension de l'unicité.
Les chiites, en particulier les Duodécimains, ont une ʿaqīda qui diffère de celle des sunnites. Par exemple, il est pour eux important de considérer qu'ʿAli ibn Abi Talib, cousin de Mahomet et quatrième calife, comme étant son héritier spirituel, ainsi qu'en l'occultation d'un douzième imam, Muhammad al-Mahdi.